# HD 62407
HD 62407，又名BD+13 1750，SAO 97199、HR 2987，是一颗恒星，视星等为6.43，位于銀經207.12，銀緯17.43，其B1900.0坐标为赤經7h 38m 38.9s，赤緯+13° 17.43′ 57″。